# Schriftenempfangsschein
Der Schriftenempfangsschein oder Niederlassungsausweis ist in der Schweiz ein amtliches Dokument über die Hinterlegung des Heimatscheins bei der Einwohnerkontrolle der Wohngemeinde.
Wenn ein Schweizer Bürger volljährig wird oder sich in einer Gemeinde niederlässt, in der er nicht Bürger ist, muss er sich innerhalb gesetzlicher Frist bei der Wohngemeinde anmelden. Bei einem Umzug wird der Heimatschein nur gegen Rückgabe des Schriftenempfangsscheins oder des Niederlassungsausweises ausgehändigt.